# だれのものでもないチェレ
『だれのものでもないチェレ』（ハンガリー語: Árvácska, 「みなし児」の意）は、1976年（昭和51年）製作・公開のハンガリー映画である。

## 概要
ハンガリーの作家ジグモンド・モーリツ（英語版）による1940年発表の中篇小説『Árvácska』を、同国の映画監督ラースロー・ラノーディ（英語版）が映画化した作品。1930年代初めのミクロシュ・ホルティ政権下において一人の孤児の少女チェレがどう生き、どうなったかを描いている。なお、チェレという名前は少女の本名では無い。

### 製作過程
チェレ役の少女は監督が自ら一年かけて七千人の少女と面接して探し出している。当初はチェレと同じ孤児から選ぶ事を考え、二千人の孤児と面接を行ったが、孤児院の規則により孤児たちがマッチの扱い方を知らないためラストシーンが撮影出来ないといった問題もあって上手くいかず、その後舞台と同じ農園在住の児童五千人と面接して四十七人を候補に絞り、セリフのテストでさらに六人に絞り込み、最後のカメラテストでツィンコーツィを選んでいる。
原作は、1936年の夏に投身自殺をしようとした19歳の少女からモーリツが話を聞き、その少女が語った事実に沿って小説化したものであり、映画もその原作小説をほぼ忠実に踏襲している。

### 公開
1976年に製作国であるハンガリーで劇場公開され、入場者数が100万人に到達。さらにその後テレビ放映され、400万人が視聴した。同年、カルロヴィ・ヴァリ国際映画祭監督賞、ハンガリー映画批評家賞を受賞している。日本ではエキプ・ド・シネマ5周年記念作品第26回ロードショーとして1979年に岩波ホールで上映された。日本映画ペンクラブ及び厚生省（現在の厚生労働省）中央児童福祉審議会の推薦を得ている。
2010年1月現在、製作国であるハンガリーではビデオテープ及びDVD等によるパッケージソフトの販売が行われている。日本では、2010年1月30日からニュープリントによるリバイバル公開が行われ、2015年10月に幻の映画復刻レーベルDIGより日本国内でのDVDリリースが決まった。

## キャスト
- ジュジャ・ツィンコーツィ(英語版) - チェレ
- ヨージェフ・ビハリ - 老人ヴェン・イシュテン
- アンナ・ナジ - 最初の養母
- マリアン・モール - 二番目の養母ジャバマリ
- カーダール・フローラ — 妻

## あらすじ
1930年代初頭のホルティ独裁政権下のハンガリー。チェレと呼ばれる孤児の少女が富農に引き取られ、着る物も与えられず学校にも通わせてもらえず、牛追いや荷役をさせられていた。
ある日、近隣に棲むピシュタという男に強姦され、泣きながら帰ったが、養親はそれを大して気にも留めなかった。その後、畑の西瓜を盗んで食べ、その殻を帽子代わりにしていたところ、養家の実の娘がその帽子を欲しがり、チェレは帽子をその娘の服と交換した。しかし家に帰ると養親は怒って服を剥ぎ取り、さらに西瓜を盗み食いした罰として養父から焼けた石炭を手に握らされる。
こうした日々の果て、チェレは養家から逃亡し、たどり着いた家の人によって孤児院に連れて行かれる。そこで再び別の養親に引き取られたが、今度は服は奪われなかったものの、使役と虐待はそれまで以上に辛いものだった。チェレはその養親から土地を騙し取られて下男として働いていた老人ヴェン・イシュテンと牛小屋に住む事になった。老人はチェレを可愛がり、教会にも連れて行ったが、その帰り道に老人が顔見知りの憲兵と立ち話をしている場面を養母ジャバマリが目撃する。自分の所業を告げ口したと誤解したジャバマリは老人を密かに毒殺し、さらにその後チェレも毒殺しようとする。しかしチェレがそうとは知らずに毒の入ったミルクをジャバマリの実の子である赤ん坊に分け与えようとしてジャバマリが狂乱した事から毒殺の件が夫にばれ、チェレは難を逃れる。
クリスマス。チェレは一人、牛小屋で紙人形を一つ飾ったツリーの前で藁に灯火をともすが、その火が燃え広がり、牛小屋は火に包まれた。その火が夕日と重なり、物語は終了する。